# 쓰리 데이즈 (드라마)
《쓰리 데이즈》는 2014년 3월 5일부터 2014년 5월 1일까지 방송 되었던 SBS 수목 드라마이다.

## 줄거리
전용 별장으로 휴가를 떠난 대통령이 실종 되어 사라진 대통령을 찾아 사건을 추적하는 한 경호원과 대통령의 긴박한 내용을 그린 드라마로, 삼일간에 발생한 일을 다룬다는데에서 제목을 가져왔다.
하지만 제목 그대로 삼일간에 발생하는 일만을 다루는데 그치지않고, 그 경호원이 대통령 실종 사건을 더 깊이 알아감에따라, 세계적인 대기업 '팔콘'이라는 엄청난 세력을 등에 엎고 대한민국의 사회ᆞ정치ᆞ경제를 동시에 주도하는 한 인물을 발견하며, 그 인물과 팔콘의 숨겨진 엄청난 음모도 알게 된다. 이를 시작으로 그 인물과 팔콘 세력, 그와 그 세력에 맞서는 대통령을 돕기위한 세력으로 나뉘는 대립의 구조를 중심으로 이야기가 전개된다.

## 등장인물

### 주요 인물
- 박유천 : 한태경 경호관 역 (아역 : 남다름)
- 손현주 : 이동휘 대통령 역
- 박하선 : 윤보원 순경 역
- 소이현 : 이차영 경호관 역

### 청와대
- 윤제문 : 신규진 비서 실장 역

11회 하차.
- 이대연 : 한기준 경제수석 역 (특별 출연)
- 정일모 : 홍진수 민정수석 역
- 남명렬 : 민현기 신국민당 대표 역
- 우상욱 : 의전비서관 역

### 경호실
- 장현성 : 함봉수 경호실장 역

5회에서 사망하지만 회상신에서 계속 출연.
- 안길강 : 김상희 본부장 역
- 김정학 : 문성민 CP장 역
- 김민재 : 황윤재 경호관 역
- 유정래 : 정래 경호관 역
- 송하준 : 송하준 경호관 역
- 진혁 : 박상규 경호관 역
- 이창직 : 김우형 재청기획관 역
- 박성훈 : 이동성 통신 팀장 역
- 주성환 : 임건영 수행과장 역

### 재신그룹
- 최원영 : 김도진 회장 역
- 동하 : 요한 킬러 역
- 데이빗 노 : 안경남 / 외국인 킬러 역
- 진선규 : 문신남 킬러 역
- 정욱 : 권용한 사장 역

### 특검
- 이재용 : 최지훈 특검 역
- 민성욱 : 오영민 검사 역
- 박혁권 : 구자광 검사 역

### 북측
- 장동직 : 리철규 소좌 역
- 전진기 : 황경준 장군 역

### 양진리 사건 군 관계자
- 이경영 : 김기범 사단장 역
- 정원중 : 권재연 합창의장 역
- 고인범 : 양대호 대령 역

### 그외 인물
- 김종수 : 변태훈 국정원장 역
- 조희봉 : 고영훈 경장 역

### 이름 없는 배역
- 조영진

청와대 민정수석 배역
- 권민

청와대 상황실장 배역
- 이현욱

김도진 오른팔 배역
- 달시 파켓

팔콘의 무기 밀매자 배역
- 송하준

청와대 경호관 배역
- 주영호

대통령 경호원 배역
- 서건우

대통령 경호원 배역
- 김한준

대통령 경호원 배역
- 윤서현

경호관 배역
- 유상재

대통령수행 2팀장 배역
- 황건

탈북자 브로커 배역
- 손종학

검사관 배역
- 윤종원

중사 배역
- 권병길

국무총리 배역
- 정인석 남문철

경찰청 지능범죄수사팀 형사 배역
- 안지혜

대통령경호관 배역
- 도기석

경호실 SAT대응팀장 배역
- 전진기

## 시청률
아래 표에서 파란색 숫자는 '최저 시청률'을, 빨간색 숫자는 '최고 시청률'을 나타낸다.
| 2014년      | 2014년      | 2014년         | 2014년       | 2014년         | 2014년       |
| 회차        | 방송일      | TNmS 시청률    | TNmS 시청률  | AGB 시청률     | AGB 시청률   |
| 회차        | 방송일      | 대한민국(전국) | 서울(수도권) | 대한민국(전국) | 서울(수도권) |
| ----------- | ----------- | -------------- | ------------ | -------------- | ------------ |
| 제1회       | 3월 5일     | 12.8%          | 16.4%        | 11.9%          | 12.5%        |
| 제2회       | 3월 6일     | 12.3%          | 15.0%        | 11.1%          | 12.0%        |
| 제3회       | 3월 12일    | 12.5%          | 14.8%        | 11.7%          | 12.9%        |
| 제4회       | 3월 13일    | 14.5%          | 17.4%        | 12.7%          | 14.2%        |
| 제5회       | 3월 19일    | 13.0%          | 15.0%        | 12.2%          | 14.0%        |
| 제6회       | 3월 20일    | 12.8%          | 15.7%        | 12.9%          | 14.1%        |
| 제7회       | 3월 26일    | 12.4%          | 14.9%        | 11.3%          | 12.5%        |
| 제8회       | 3월 27일    | 12.1%          | 14.2%        | 11.0%          | 11.2%        |
| 제9회       | 4월 2일     | 11.3%          | 13.9%        | 10.4%          | 11.1%        |
| 제10회      | 4월 3일     | 12.2%          | 14.3%        | 11.9%          | 12.6%        |
| 제11회      | 4월 9일     | 12.0%          | 14.5%        | 11.3%          | 12.6%        |
| 제12회      | 4월 10일    | 12.2%          | 14.8%        | 12.0%          | 12.4%        |
| 제13회      | 4월 23일    | 10.5%          | 11.8%        | 11.1%          | 12.4%        |
| 제14회      | 4월 24일    | 11.5%          | 13.1%        | 11.9%          | 12.9%        |
| 제15회      | 4월 30일    | 10.9%          | 12.6%        | 12.3%          | 13.9%        |
| 제16회      | 5월 1일     | 13.2%          | 15.4%        | 13.8%          | 15.9%        |
| 평균 시청률 | 평균 시청률 | 12.3%          | 14.6%        | 11.8%          | 13.0%        |

## 수상
- 2014년 SBS 연기대상 미니시리즈 부문 남자 최우수연기상, 10대 스타상 박유천
- 2014년 SBS 연기대상 미니시리즈 부문 여자 우수연기상 소이현

## 결방 사유
- 2014년 4월 16일 ~ 4월 17일: 세월호 침몰 사고 특보.

## OST

### Part 1
| #  | 제목                 | 작사         | 작곡           | 재생 시간 |
| -- | -------------------- | ------------ | -------------- | --------- |
| 1. | 〈Goodbye〉 (임창정) | 임창정, 지훈 | 백민혁, 유현종 | 4:09      |
| 2. | 〈Goodbye (Inst.)〉  |              | 백민혁, 유현종 | 4:09      |

### Part 2
| #  | 제목                    | 작사 | 작곡           | 재생 시간 |
| -- | ----------------------- | ---- | -------------- | --------- |
| 1. | 〈그대라구요〉 (정은지) | 지훈 | 오창훈, 박성호 | 3:56      |
| 2. | 〈그대라구요 (Inst.)〉  |      | 오창훈, 박성호 | 3:56      |

### Part 3
| #  | 제목                                      | 작사 | 작곡   | 재생 시간 |
| -- | ----------------------------------------- | ---- | ------ | --------- |
| 1. | 〈널 사랑한다, 지운다, 또 운다〉 (신용재) | 지훈 | 황찬희 | 3:40      |
| 2. | 〈널 사랑한다, 지운다, 또 운다 (Inst.)〉  |      | 황찬희 | 3:40      |

### Part 4
| #  | 제목                    | 작사 | 작곡   | 재생 시간 |
| -- | ----------------------- | ---- | ------ | --------- |
| 1. | 〈날 부르네요〉 (거미)  | 거미 | 전상환 | 4:06      |
| 2. | 〈날 부르네요 (Inst.)〉 |      | 전상환 | 4:06      |

### Part 5
| #  | 제목                            | 작사         | 작곡   | 재생 시간 |
| -- | ------------------------------- | ------------ | ------ | --------- |
| 1. | 〈가슴이 소리치는 말〉 (김보경) | 지훈, 안영민 | 안영민 | 3:52      |
| 2. | 〈가슴이 소리치는 말 (Inst.)〉  |              | 안영민 | 3:52      |

### Part 6
| #  | 제목                | 작사 | 작곡           | 재생 시간 |
| -- | ------------------- | ---- | -------------- | --------- |
| 1. | 〈잊자...〉 (알맹)  | 지훈 | 박성호, 오창훈 | 3:18      |
| 2. | 〈잊자... (Inst.)〉 |      | 박성호, 오창훈 | 3:18      |

## 동시간대 드라마
- KBS 2TV 수목 드라마 《감격시대: 투신의 탄생》
- KBS 2TV 수목 드라마 《골든크로스》
- MBC 수목 드라마 《앙큼한 돌싱녀》
- MBC 수목 드라마 《개과천선》